# I'm the Evil Lord of an Intergalactic Empire
I'm the Evil Lord of an Intergalactic Empire (俺は星間国家の悪徳領主！, Ore wa seikan kokka no akutoku ryōshu!, litt. « Je suis le seigneur maléfique d'une nation interstellaire ! ») est une série de light novel écrite par Yomu Mishima et illustrée par Nadare Takamine. Elle est initialement publiée sous la forme d'un roman en ligne à partir d'août 2018 sur le site de publication de textes Shōsetsuka ni narō. Ses droits sont acquis par Overlap, qui édite la série de light novel, sous le label Overlap Bunko en juillet 2020.
Une adaptation en manga, illustrée par Kai Nadashima, commence sa sérialisation sur le site web Comic Gardo d'Overlap en mai 2021. Une adaptation en série d'animation, produite par le studio Quad (en), est diffusée à la télévision à partir d'avril 2025, et dans les pays francophones par Crunchyroll sous le titre I'm the Evil Lord of an Intergalactic Empire!.
Un roman web dérivé, intitulé Atashi wa seikan kokka no eiyū kishi! (あたしは星間国家の英雄騎士！), ou en anglais I'm the Hero Knight of an Intergalactic Empire!, du même auteur, débuté sur Shōsetsuka ni narō en novembre 2021, est à son tour acquis et édité sous la forme d'une série de light novel, toujours illustrée par Nadare Takamine, sous le label Overlap Bunko en décembre 2022. Une adaptation en manga, dessinée par Jū Ishiguchi, est sérialisée sur Comic Gardo en juillet 2023 et éditée en volumes reliés à partir de décembre 2023.

## Synopsis
Un homme vit une vie horrible à cause de sa gentillesse et son honnêteté. Employé dans une black company depuis des années, il est finalement injustement blâmé et licencié pour une faute qu'il n'a pas commise, tandis que sa femme le quitte, emmenant leur fille avec elle. Un être qui se présente sous le nom du Guide, lui révèle alors que son ex-femme et son ancien patron, amants, étaient de mèche pour le dépouiller. Il lui propose alors de le faire se réincarner dans un autre monde, où il pourrait connaître le bonheur en vivant égoïstement. Une fois l'accord conclu, le Guide se révèle être maléfique et avoir manipulé tout le monde pour faire de la vie de l'homme un véritable enfer. Même sa réincarnation est un piège, puisqu'il se retrouve dans la peau du jeune Liam Banfield, un jeune seigneur d'une planète abandonné par ses parents ruinés, lui laissant la responsabilité et toutes les dettes du domaine. Malgré cela, Liam vit une existence incroyablement belle. Les valeurs de son ancienne vie sont tellement opposées à celles de ce nouveau monde que toutes ses tentatives pour devenir un tyran se révèlent bénéfiques pour son peuple et le font passer pour un héros. Bien évidemment, cette situation ne convient pas au Guide...

## Personnages
Liam Sera Banfield (リアム・セラ・バンフィールド, Riamu Sera Banfīrudo)
Voix japonaise : Natsuki Hanae, Kaori Maeda (jeune), Toshiya Miyata (vie antérieure)
Amagi (天城)
Voix japonaise : Reina Ueda
Nias Carlin (ニアス・カーリン, Niasu Kārin)
Voix japonaise : Ayana Taketatsu
Christiana Leta Rosebreyer (クリスティアナ・レタ・ローズブレイア, Kurisutiana Reta Rōzubureia)
Voix japonaise : Mikako Komatsu
Le Guide (案内人, Annainin)
Voix japonaise : Takehito Koyasu
Yasushi (安士)
Voix japonaise : Shin'ichirō Miki
Brian Beaumont (ブライアン・ボーモント, Buraian Bōmonto)
Voix japonaise : Yōji Ueda
Goaz (ゴアズ, Goazu)
Voix japonaise : Tetsu Inada

## Production et supports

### Light novel

#### Listes des volumes
| no | Japonais         | Japonais          |
| no | Date de sortie   | ISBN              |
| -- | ---------------- | ----------------- |
| 1  | 25 juillet 2020  | 978-4-86554-694-1 |
| 2  | 25 décembre 2020 | 978-4-86554-801-3 |
| 3  | 25 avril 2021    | 978-4-86554-888-4 |
| 4  | 25 octobre 2021  | 978-4-8240-0020-0 |
| 5  | 25 avril 2022    | 978-4-8240-0159-7 |
| 6  | 25 décembre 2022 | 978-4-8240-0359-1 |
| 7  | 25 mai 2023      | 978-4-8240-0499-4 |
| 8  | 25 janvier 2024  | 978-4-8240-0682-0 |
| 9  | 25 octobre 2024  | 978-4-8240-0969-2 |
| 10 | 25 mars 2025     | 978-4-8240-1113-8 |
| 11 | 25 juillet 2025  | 978-4-8240-1254-8 |

### Manga

#### Listes des tomes
| no | Japonais        | Japonais          | Français         | Français          |
| no | Date de sortie  | ISBN              | Date de sortie   | ISBN              |
| -- | --------------- | ----------------- | ---------------- | ----------------- |
| 1  | 25 octobre 2021 | 978-4-8240-0030-9 | 14 mars 2025     | 978-2-38658-503-6 |
| 2  | 25 avril 2022   | 978-4-8240-0170-2 | 14 mars 2025     | 978-2-38658-504-3 |
| 3  | 25 octobre 2022 | 978-4-8240-0317-1 | 14 novembre 2025 | 978-2-38658-505-0 |
| 4  | 25 avril 2023   | 978-4-8240-0478-9 | 14 novembre 2025 | 978-2-38658-506-7 |
| 5  | 25 octobre 2023 | 978-4-8240-0640-0 |                  |                   |
| 6  | 25 avril 2024   | 978-4-8240-0811-4 |                  |                   |
| 7  | 25 octobre 2024 | 978-4-8240-0990-6 |                  |                   |
| 8  | 25 avril 2024   | 978-4-8240-1169-5 |                  |                   |

### Anime

#### Liste des épisodes
| No | Titre français             | Titre japonais | Titre japonais    | Date de 1re diffusion |
| No | Titre français             | Kanji          | Rōmaji            | Date de 1re diffusion |
| --- | -------------------------- | -------------- | ----------------- | --------------------- |
| 1 | Vengeance                  | 復讐           | Fukushū           | 6 avril 2025,         |
| Liam Banfield est le jeune comte du système Arkaios, une région reculée de l'empire interstellaire Algrand. Son ambition est de devenir un « seigneur maléfique » par vengeance envers sa vie antérieure pendant laquelle, ce simple salaryman japonais, altruiste et bienveillant, a été opprimé par un patron vicieux, ruiné par sa femme adultère et abandonné par sa fille. |                            |                |                   |                       |
| 2 | Réincarnation              | 転生           | Tensei            | 13 avril 2025         |
| Sur les conseils d'un être mystérieux qui se présente sous le nom de « Guide », Liam a choisi de se réincarner dans ce monde de science-fiction où il compte mener une existance heureuse et égoïste. Le jour de son cinquième anniversaire, ses parents lui cèdent le titre de comte, lui permettant de régner sur la planète entière et ses colonies, et lui offrent une domestique androïde dotée d'une IA dernier cri, Amagi. Mais le Guide compte bien plonger à nouveau Liam dans le désespoir. |                            |                |                   |                       |
| 3 | La Voie de l'Éclat         | 一閃流         | Issen-ryū         | 20 avril 2025         |
| Alors qu'il inspecte son domaine, Liam découvre l'existence des Chevaliers, des robots humanoïdes géants utilisés par l'armée. Il se met alors en quête d'un instructeur de premier ordre pour acquérir les compétences de pilote de combat, indispensables pour assouvir son rêve de devenir un seigneur maléfique. Se présente alors Yasushi, le maître d'une mystérieuse école d'escrime, qui lui fait la démonstration d'une technique secrète.                                                   |                            |                |                   |                       |
| 4 | Première bataille          | 初陣           | Uijin             | 27 avril 2025         |
| Liam se consacre corps et âme à son entrainement, sans se douter que Yasushi est en réalité un escroc. Avec l'aide de la lieutenante Nias Carlin, une ingénieure de l'arsenal de l'empire, il décide de transformer Avide, l'épave du mecha jadis piloté par son arrière-grand-père, en robot de haute performance. Quelques années plus tard, Liam s'apprête à livrer son premier combat à bord d'Avide, contre des pirates de l'espace...                                                           |                            |                |                   |                       |
| 5 | Guet-apens                 | ハニートラップ | Hanī torappu      | 4 mai 2025            |
| Liam a remporté sa première bataille, mais le combat a mis en lumière des problèmes dans l'organisation de son armée. Amagi lui suggère de renforcer sa flotte grâce à la vente du butin confisqué aux pirates. Pendant ce temps, Nias, qui vient de voir son nouveau modèle de cuirassé refusé par l'armée impériale, compte bien séduire Liam pour lui vendre quelques centaines de vaisseaux. Elle demande conseil à Yasushi.                                                                      |                            |                |                   |                       |
| 6 | L'île aux trésors          | 宝島           | Takarajima        | 10 mai 2025           |
| L'analyse des données de bord d'un vaisseau capturé, révèle des coordonnées de ce que Liam croit être l'île aux trésors cachant le butin des pirates. Il prend la route avec une flotte reconstituée, mais des ennuis inattendus surviennent en chemin. Pendant ce temps, Goaz, apprenant la perte de ses vaisseaux, envoie en réprésailles une gigantesque flotte vers le territoire Banfield. |                            |                |                   |                       |
| 7 | Princesse chevaleresse     | 姫騎士         | Hime kishi        | 17 mai 2025           |
| Sur la magnifique planète Mysteria, régnait autrefois la famille Rosebreyer. La princesse Christiana, malgré son statut, pilotait elle-même un Chevalier pour protéger son pays. Mais un jour, sa famille et son peuple bien-aimés furent tués, et sa planète natale anéantie, par les pirates de Goaz. Capturée, Christiana fut transformée en monstre hideux et devient l'animal de compagne de Goaz. Jusqu'à ce jour, où...                                                                        |                            |                |                   |                       |
| 8 | Plan harem                 | ハーレム計画   | Hāremu keikaku    | 24 mai 2025           |
| Liam a obtenu l'argent en trouvant les trésors de pirates de l'espace, le pouvoir en maîtrisant la Voie de l'éclat et le pilotage d'Avide ; il est maintenant déterminé à obtenir les femmes. Mais lorsqu'Amagi et Brian l'encouragent à se constituer un harem, il est assez confus tant les critères de ce monde diffèrent de ceux de sa vie précédente. Et surtout, il y a un point sur lequel il reste intransigeant...                                                                           |                            |                |                   |                       |
| 9 | Robots serviteurs de série | 量産型メイド   | Ryōsan-gata meido | 31 mai 2025           |
| 10 | Bataille décisive          | 決戦           | Kessen            | 7 juin 2025           |
| 11 | Seigneur maléfique         | 悪徳領主       | Akutoku ryōshu    | 14 juin 2025          |
| 12 | Famille                    | 家族           | Kazoku            | 21 juin 2025          |
| Le domaine de Banfield fête sa victoire. Liam est convoqué à la capitale impériale pour recevoir une médaille pour avoir éliminé le célèbre pirate Goaz. Sur place, il retrouve ses parents et ses grands-parents qui lui réclament de l'argent et insultent Amagi. Liam les chasse, mais l'androïde, qui a assisté à la scène, envisage une décision radicale pour le bien être de Liam. |                            |                |                   |                       |